# National Board of Review Awards 2007
79th NBR Awards

Melhor Filme: 

 No Country for Old Men 
O 79º National Board of Review Awards, homenageando os melhores filmes de 2007, foi entregue em 15 de janeiro de 2008.

## Top 10: Melhores Filmes do Ano
A NBR nomeia o melhor filme e lista os dez segundos classificados restantes em ordem alfabética.
- No Country for Old Men (Melhor Filme)
- The Assassination of Jesse James by the Coward Robert Ford
- Atonement
- The Bourne Ultimatum
- The Bucket List
- Into the Wild
- Juno
- The Kite Runner
- Lars and the Real Girl
- Michael Clayton
- Sweeney Todd: The Demon Barber of Fleet Street

## Melhores Filmes Estrangeiros do Ano
- 4 luni, 3 saptamani si 2 zile
- Bikur Ha-Tizmoret
- Die Fälscher
- La môme
- Se, jie

## Melhores Documentários do Ano
- Darfur Now
- In the Shadow of the Moon
- Nanking
- Taxi to the Dark Side
- Toots

## Top 10: Melhores Filmes Independentes do Ano
(em ordem alfabética)
- Away from Her
- Great World of Sound
- Honeydripper
- In the Valley of Elah
- A Mighty Heart
- The Namesake
- Once
- The Savages
- Starting Out in the Evening
- Waitress

## Vencedores
- Melhor Ator:
  - George Clooney - Michael Clayton
- Melhor Atriz:
  - Julie Christie - Away from Her
- Melhor Filme de Animação:
  - Ratatouille
- Melhor Elenco:
  - No Country for Old Men
- Melhor Diretor:
  - Tim Burton - Sweeney Todd: The Demon Barber of Fleet Street
- Melhor Diretor Estreante:
  - Ben Affleck - Gone Baby Gone
- Melhor Documentário:
  - Body of War
- Melhor Filme:
  - No Country for Old Men
- Melhor Filme Estrangeiro:
  - The Diving Bell and the Butterfly (Le scaphandre et le papillon) • França
- Melhor Roteiro Adaptado:
  - No Country for Old Men - Joel e Ethan Coen
- Melhor Roteiro Original (empate):
  - Juno - Diablo Cody
  - Lars and the Real Girl - Nancy Oliver
- Melhor Ator Codjuvante:
  - Casey Affleck - The Assassination of Jesse James by the Coward Robert Ford
- Melhor Atriz Coadjuvante:
  - Amy Ryan - Gone Baby Gone
- Melhor Revelação Masculina:
  - Emile Hirsch - Into the Wild
- Melhor Revelação Feminina:
  - Elliot Page - Juno
- NBR Liberdade de Expressão (empate):
  - The Great Debaters
  - Persepolis
- Prêmio Conquista Especial em Cinema:
  - Michael Douglas
- Prêmio William K. Everson de História do Cinema:
  - Robert Osborne
- Prêmio Carreira para Cinematografia:
  - Roger Deakins